# Gaëtan e Paul Brizzi
Gaëtan e Paul Brizzi (Parigi, 24 dicembre 1951) sono due fratelli gemelli francesi che operano nel campo della pittura, animazione e regia cinematografica.

## Biografia
Iniziarono con la produzione di cortometraggi pubblicitari, compreso il premiato Fracture. Nel 1985 diressero il film di animazione Asterix contro Cesare per la Gaumont Film Company e, l'anno seguente, fondarono un loro studio di animazione, il Brizzi Films. Brizzi Films realizzò diverse serie televisive internazionali, comprese Babar e l'adattamento cinematografico, Babar: The Movie (1989). Nel 1989, i Brizzi vendettero lo studio alla Walt Disney e divennero produttori di diverse serie televisive della Disney e di due film tratti da queste, Zio Paperone alla ricerca della lampada perduta e In viaggio con Pippo.
Nel 1994, la Walt Disney Animation France venne posta alle dipendenze della Walt Disney Feature Animation e dopo aver completato il lavoro in In viaggio con Pippo, i Brizzi si spostarono a Los Angeles per lavorare come sceneggiatori in Il gobbo di Notre Dame (1996). Parteciparono ampiamente alla realizzazione di  Tarzan (1999), e svilupparono e diressero Firebird Suite nel film Fantasia 2000 (1999).
Lasciarono la Disney nel 2001, e lo studio in Francia venne chiuso nel 2002 dopo un massiccio ridimensionamento del settore dell'animazione. I fratelli continuarono a lavorare nel campo delle arti grafiche e vennero incaricati di dirigere Piovono polpette dalla Sony Pictures Animation. Successivamente scrissero la sceneggiatura per la produzione di Tim Burton 9 e successivamente lavorarono con Mick Jagger al film intitolato Ruby Tuesday, che presentava delle interpretazioni mimate di canzoni dei The Rolling Stones.
Nel 2015 hanno pubblicato il fumetto La Cavale du Dr Destouches, realizzato in collaborazione con Christophe Malavoy. Il lavoro è basato sui romanzi di Louis-Ferdinand Céline, Castle to Castle, North e Rigadoon, una trilogia basata sulle sue esperienze nell'enclave di Sigmaringen durante la seconda guerra mondiale.

## Filmografia selezionata
- Fracture (1977, cortometraggio) - regia
- Chronique 1909 (1982)
- Asterix contro Cesare (1985) - regia
- Babar (serie televisiva 1989) - produzione
- Babar: The Movie (1989) - regia
- Zio Paperone alla ricerca della lampada perduta (1990) - produzione
- TaleSpin (serie televisiva 1990) - produzione
- In viaggio con Pippo (1995) - produzione e regia
- Il gobbo di Notre Dame (1996) - sceneggiatura, sviluppo, regia (Paul)
- Tarzan (1999) - sceneggiatura e sviluppo
- Fantasia 2000 (1999) - sceneggiatura, sviluppo e regia: Firebird Suite
- Come d'incanto (2007) - sceneggiatura
- 9 (2009) - sceneggiatura
- Il profeta (2015) - sceneggiatura